# Magdalena Valerio Cordero
Magdalena Valerio Cordero (Torremocha, Extremadura, 27 de setembre de 1959) és una jurista, funcionària i política espanyola, actual presidenta del Consell d'Estat des del 2022. Amb anterioritat, va ser ministra de Treball, Migracions i Seguretat Social del 2018 al 2020 i ha estat diputada a les Corts Generals per Guadalajara en dues ocasions, entre el 2011 i el 2016 i entre el 2019 i el 2022. Durant aquest darrer període, va ser presidenta de la Comissió del Pacte de Toledo. En l'àmbit regional i local, ha estat regidora de l'Ajuntament de Guadalajara i diputada a les Corts de Castella-La Manxa, així com consejera de la Junta de Comunitats de Castella-La Manxa entre 2005 i 2010.

## Biografia

### Orígens i trajectòria laboral
Nascuda en Torremocha, província de Càceres, el 27 de setembre de 1959. Va estudiar Dret a la Universitat Complutense de Madrid, llicenciant-se en la mateixa en 1985. És veïna de Guadalajara des de 1989. Ha exercit com a preparadora d'opositors i coordinadora de l'Àrea de Laboral i Seguretat Social al Centre d'Estudis Velázquez-ADAMS entre 1986-1990. És funcionària del Cos de Gestió de la seguretat Social i de l'Escala de Gestió d'Ocupació de l'INEM. També va treballar com a cap de Negociat de Personal en l'Adreça Provincial de l'INSERSO de Guadalajara entre 1991-1994 i posteriorment com a sotsdirectora de Gestió Econòmic-Administrativa i secretària provincial de l'INSALUD de Guadalajara entre 1994 i 1999.

### Trajectòria política
En les eleccions municipals de 1999 va ser triada regidor a l'Ajuntament de Guadalajara, càrrec que va repetir en 2003 en ser nomenada segona tinent d'alcalde i regidora d'Economia, Hisenda, Contractació, Patrimoni i Participació Ciutadana. Al setembre de 2005 va ser nomenada consellera de Treball i Ocupació de Castella-la Manxa i, en 2007, consellera de Turisme i Artesania. Al setembre de 2008 va assumir la conselleria d'Administracions Públiques i Justícia. En les eleccions autonòmiques de 2007 va ser cap de llista del PSOE per la circumscripció de Guadalajara, obtenint escó en les Corts Regionals.
Al juliol de 2008 va ser triada vocal de la Comissió Executiva Regional del PSOE de CLM i a l'octubre del mateix any va ser triada Secretària General de la Comissió Executiva Municipal de Guadalajara Cabdal. Així mateix, des de 2000 fins a 2012 va ser membre del Comitè Regional del PSOE de CLM. Al maig de 2010 abandona el Consell de Govern, sent nomenada delegada de la Junta de Comunitats de Castella-la Manxa. Aquest mateix any guanya les primàries per ser candidata del PSOE a l'Ajuntament de Guadalajara. Va perdre en els comicis de 2011, baixant fins a 8 regidors, liderant l'oposició a l'Ajuntament.
Cap de llista del PSOE per Guadalajara en les eleccions generals de 2011, va obtenir escó de diputada en Corts Generals.

#### Ministra de Treball, Migracions i Seguretat Social d'Espanya
Després de la moció de censura contra Mariano Rajoy de 2018 que va fer caure el govern popular, va ser nomenada Ministra de Treball, Migracions i Seguretat Social d'Espanya del Primer Govern Sánchez, que no va mantenir en el Segon Govern de Pedro Sánchez format després de les eleccions generals espanyoles de novembre de 2019.

#### Presidenta del Consell d'Estat
El 10 de novembre de 2022 assumí el càrrec de presidenta del Consell d'Estat d'Espanya substituint la dimissionària i també socialista María Teresa Fernández de la Vega, però el seu nomenament fou anul·lat pel Tribunal Suprem el 30 de novembre de 2023 en no considerar-la una jurista de reconegut prestigi.

## Càrrecs electes
- Regidora del PSOE a l'Ajuntament de Guadalajara. (1999-2005)
- Diputada de les Corts de Castella-la Manxa en la VII Legislatura. (2007-2010)
- Regidora del PSOE a l'Ajuntament de Guadalajara. (2011-2015)
- Diputada al Congrés dels Diputats per la província de Guadalajara en la X Legislatura. (2011-2016)